# S/S Kirvesniemi
S/S Kirvesniemi är en finländsk ångslup, som tillverkades omkring 1881. Det är inte känt på vilket varv hon byggdes, men ångmaskinen tillverkades 1881 på Wilhelm Lindbergs Mekaniska Verkstad i Stockholm.
S/S Kirvesniemi renoverades mellan 1974 och 1997, bland annat på Yrkeskurscentret i Lahtis. 